# Primera División B 2020 (Paraguay)
El campeonato de la Primera División B 2020 del fútbol paraguayo, iba a ser la septuagésima novena edición de un campeonato oficial de Tercera División, denominada actualmente Primera División B, organizado por la Asociación Paraguaya de Fútbol. 
El torneo iba a arrancar el viernes 27 de marzo, pero debido a Pandemia de COVID-19, la competencia quedó varada, el jueves 21 de mayo la Asociación Paraguaya de Fútbol confirmó que esta edición quedó cancelada, debido a que no cuentan con las medidas de seguridad correspondientes.

## Ascensos y descensos

### Abandonan la categoría
| Ascendidos a División Intermedia                     |
| ---------------------------------------------------- |
| Sportivo Ameliano (Campeón de la Primera División B) |
| Tacuary (Subcampeón de la Primera División B)        |

| Descendidos a Primera División C                       |
| ------------------------------------------------------ |
| General Caballero ZC (Último en la tabla de promedios) |
| Capitán Figari (Penúltimo en la tabla de promedios)    |

### Nuevos equipos en la categoría
| Ascendidos de Primera División C |
| -------------------------------- |
| 12 de Octubre SD (Campeón)       |
| Olimpia (Itá) (Subcampeón)       |

## Equipos participantes
| Equipo              | Fundación                | Ciudad               | Estadio                | Capacidad |
| ------------------- | ------------------------ | -------------------- | ---------------------- | --------- |
| 24 de Septiembre VP | 24 de septiembre de 1914 | Areguá               | Próculo Cortázar       | 2500      |
| 29 de Septiembre    | 30 de abril de 1942      | Luque                | Salustiano Zaracho     | 3500      |
| 3 de Febrero        | 10 de marzo de 1949      | Asunción             | 3 de Febrero           | 500       |
| 3 de Noviembre      | 15 de mayo de 1959       | Asunción             | Rubén Ramírez          | 1500      |
| Olimpia             | 8 de marzo de 1921       | Itá                  | Manuel Gamarra         | 5000      |
| Atlántida           | 23 de diciembre de 1906  | Asunción             | Flaviano Díaz          | 1000      |
| 12 de Octubre SD    | 12 de octubre de 1922    | Asunción             | Rafael Giménez         | 1500      |
| Colegiales          | 7 de enero de 1977       | Lambaré              | Luciano Zacarías       | 8000      |
| Cristóbal Colón JAS | 12 de octubre de 1913    | J. Augusto Saldívar  | Herminio Ricardo       | 3000      |
| Cristóbal Colón (Ñ) | 12 de octubre de 1925    | Ñemby                | Pablo Patricio Bogarín | 2500      |
| Tembetary           | 3 de agosto de 1912      | Villa Elisa          | Complejo Tembetary     | 500       |
| Limpeño             | 16 de julio de 1914      | Limpio               | Optaciano Gómez        | 1800      |
| Martín Ledesma      | 22 de septiembre de 1914 | Capiatá              | Enrique Soler          | 5000      |
| Pilcomayo           | 9 de junio de 1915       | Mariano Roque Alonso | Agustín Báez           | 800       |
| Presidente Hayes    | 8 de noviembre de 1907   | Asunción             | Félix Cabrera          | 5000      |
| Recoleta            | 12 de febrero de 1931    | Asunción             | Roque Battilana        | 6000      |

### Distribución geográfica de los equipos
| Región               | Cant. | Equipos |
| -------------------- | ----- | --- |
| Distrito Capital     | 6     | 3 de Febrero, 3 de Noviembre, 12 de Octubre SD, Atlántida, Presidente Hayes, Recoleta. |
| Departamento Central | 10    | Pilcomayo (Mariano Roque Alonso); 24 de Septiembre (Areguá); Cristóbal Colón (Ñemby); 29 de Septiembre (Luque); Cristóbal Colón (J. Augusto Saldívar); Atlético Colegiales (Lambaré); Tembetary (Villa Elisa); Limpeño (Limpio); Martín Ledesma (Capiatá); Olimpia (Itá). |